# (16684) 1994 JQ1
(16684) 1994 JQ1, também escrito como (87269) 2000 OO67, é um objeto transnetuniano que é classificado como um cubewano. Ele foi descoberto no dia 11 de maio de 1994 por Michael J. Irwin e Anna N. Zytkow.
(16684) 1994 JQ 1 foi o terceiro cubewano a receber um número do catálogo do Minor Planet Center. Os dois primeiros cubewanos oficiais foram o 15760 Albion e o (15807) 1994 GV9.